# Euphyia divisa
Euphyia divisa är en fjärilsart som beskrevs av Ludwig Osthelder 1929. Euphyia divisa ingår i släktet Euphyia och familjen mätare. Inga underarter finns listade i Catalogue of Life.